# Липляны (Житомирская область)
Липляны (укр. Липляни) — село на Украине, основано в 1640 году, находится в Малинском районе Житомирской области. Расположено на реке Моства.
Код КОАТУУ — 1823484004. Население по переписи 2001 года составляет 269 человек. Почтовый индекс — 11600. Телефонный код — 4133. Занимает площадь 2,143 км².

## Адрес местного совета
11666, Житомирская область, Малинский р-н, с. Йосиповка